# ديف بوريل
ديف بوريل (بالإنجليزية: Dave Burrell)‏ هو ملحن وعازف بيانو أمريكي، ولد في 10 سبتمبر 1940 في ميدلتاون في الولايات المتحدة.

## وصلات خارجية
- الموقع الرسمي
- ديف بوريل على موقع ميوزك برينز (الإنجليزية)
- ديف بوريل على موقع أول ميوزيك (الإنجليزية)
- ديف بوريل على موقع ديسكوغز (الإنجليزية)